# Oligoryzomys flavescens
Oligoryzomys flavescens és una espècie de mamífer rosegador de la família dels cricètids. Viu a l'est del Paraguai, el sud-est del Brasil, l'Uruguai i el nord i centre-sud de l'Argentina. Es tracta d'un animal nocturn que s'alimenta principalment de material vegetal, però de tant en tant també es menja invertebrats. Ocupa diferents hàbitats propers a masses d'aigua. És una espècie en risc mínim, és a dir, no sembla que hi hagi cap amenaça significativa per a la seva supervivència.